# Fammarp
Fammarp är en småort i Söndrums socken i Halmstads kommun, Hallands län.